# 1. Fußball Club 1930 Eschborn e.V.
A 1. Fußball Club 1930 Eschborn e.V. (mais conhecida simplesmente como Eschborn) foi uma agremiação esportiva alemã, fundada em 10 de setembro de 1930, sediada em Eschborn, um subúrbio de Frankfurt, no estado de Hessen.

## História
A associação foi criada em 1930 e, após a Segunda Guerra Mundial, foi restabelecida como SG Eschborn. Em 1950, o departamento de futebol se separou do clube desportivo do pós-guerra, que era então conhecido como Turnverein Eschborn, para se tornar um clube independente sob seu nome atual.
Considerado um time de divisão inferior, o Eschborn conquistou avanços que o fizeram atuar na Regionalliga Süd (III) na temporada 2005–06. Contudo, seu sucesso teve alternâncias. Ao realizar algumas boas exibições na quarta divisão, a Oberliga Hessen, a equipe não foi capaz de competir com sucesso na Regionalliga. Sofrendo financeiramente, e incapaz de encontrar um patrocinador forte, esteve também à beira da falência.
O Eschborn participou na temporada 2005–06 da Copa da Alemanha, após conquistar o título da Oberliga Hessen (IV) na temporada anterior, mas foi eliminado na primeira fase pelo Nuremberg.
O clube voltou à Hessenliga (V) novamente depois de passar a temporada 2007–08 na Landesliga. Conquistou o campeonato em 2011–12 e, assim, ganhou a promoção para a nova Regionalliga Südwest.

## Títulos
| - Hessenliga - Campeão: 2003, 2005 e 2012 - Landesliga Hessen-Mitte - Vice-campeão: 2000, 2001 e 2008 | - Hessen Cup - Vice-campeão: 2005 |

## Temporadas recentes
Atualizadas até 2013
| Temporada | Divisão                 | Módulo | Posição |
| 1999–2000 | Landesliga Hessen-Mitte | V      | 2°      |
| 2000–01   | Landesliga Hessen-Mitte | V      | 2° ↑    |
| 2001–02   | Oberliga Hessen         | IV     | 12°     |
| 2002–03   | Oberliga Hessen         | IV     | 1° ↑    |
| 2003–04   | Regionalliga Süd        | III    | 17° ↓   |
| 2004–05   | Oberliga Hessen         | IV     | 1° ↑    |
| 2005–06   | Regionalliga Süd        | III    | 18° ↓   |
| 2006–07   | Oberliga Hessen         | IV     | 16° ↓   |
| 2007–08   | Landesliga Hessen-Mitte | V      | 2° ↑    |
| 2008–09   | Hessenliga              | V      | 6°      |
| 2009–10   | Hessenliga              | V      | 6°      |
| 2010–11   | Hessenliga              | V      | 4°      |
| 2011–12   | Hessenliga              | V      | 1° ↑    |
| 2012–13   | Regionalliga Südwest    | IV     | °       |